# أكويلا باسكت ترينتو
أكويلا باسكت ترينتو (بالإيطالية: Aquila Basket Trento)‏ هو فريق كرة سلة إيطالي تأسس في سنة 1995 يقع في ترينتو، مقاطعة ترينتو، إيطاليا. يلعب في ليغا باسكيت الدرجة الأولى.

## أبرز اللاعبين
- لوكا غاري
- ستيفانو جنتيلي
- دافيدي باسكولو

## وصلات خارجية
- الموقع الرسمي